# Ceracis taurulus
Ceracis taurulus es una especie de coleóptero de la familia Ciidae.

## Distribución geográfica
Habita en Cuba.